# ランゲン (ヘッセン)
ランゲン (ヘッセン) (ドイツ語: Langen (Hessen)) は、ドイツ連邦共和国ヘッセン州オッフェンバッハ郡の市である。人口約 37,000人の中規模都市で、ダルムシュタットとフランクフルト・アム・マインとの間に位置している。ランゲンは、ドイツ航空安全局の本部所在地である。パウル＝エーリヒ研究所やドイツ気象局の教育センターがある。さらに多くのIT企業がランゲンにある。

## 地理

### 位置
ランゲンは、ドイツで最も経済力の高い地域であるライン＝マイン地方の人口密集地域オッフェンバッハ郡に属す。この街は、フランクフルト・アム・マインとダルムシュタットとのほぼ中間に位置し、3つの大学フランクフルト大学、ダルムシュタット工科大学、マインツ大学に便利な位置にある。クラクフ、マインツ、プラハといった都市と同じく北緯 50° にある。アスクレピオス＝クリニーク近くの岩がランドマークである。パデルタイヒ（池）を水源とするシュテルツバッハ川がランゲンを流れている。

### 隣接する市町村
ランゲンは、北はノイ＝イーゼンブルク、東はドライアイヒ（ともにオッフェンバッハ郡）、南はダルムシュタット（郡独立市）およびエーゲルスバッハ（オッフェンバッハ郡）、西はメルフェルデン＝ヴァルドルフ（グロース＝ゲーラウ郡）と境を接している。

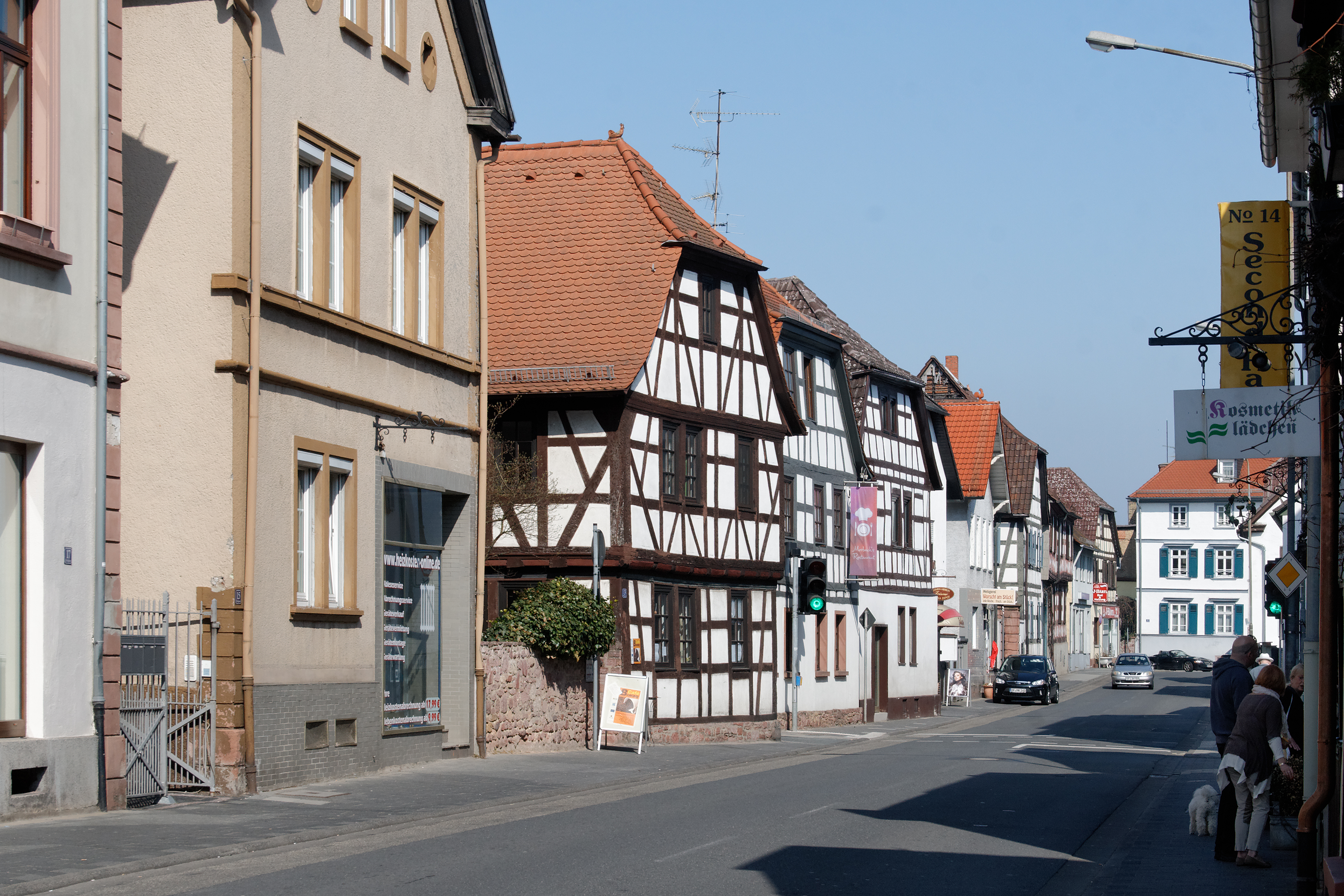
ランゲンの街並み

### 市の構成
ランゲンは以下の市区からなる。
- 東部のアルトシュタット（旧市街）は、かつての東の市壁内にあった。市壁は現在も一部を見ることができる。旧市街には、「旧市街条令」[2] で多くの木組み建築からなる街並みが保存されている。
- ツェントルムは、その名の通りランゲンの中央にあり、他の市区に囲まれている。
- 北西のノイロット。ここは産業地域であり、ボーランドやオラクルといった企業の本社がある。また、ドイツ航空安全局やパウル＝エーリヒ研究所もある。この市区は産業市区でありながら住宅もある。こうした住宅地の一つは、1958年に近隣のライン＝マイン空軍基地（2005年閉鎖）のアメリカ兵のために建設されたものであり、このためバスケットコートや野球場がある。アメリカ軍は、2008年9月にランゲン・テラス・ファミリー・ハウジング・エリアをドイツ連邦共和国に返還した。この住宅は、連邦不動産庁 (BImA) によって貸し出され、点検された[3]。
- ノルデントはランゲンの住宅地であり、多くの住居ブロックや高層住宅が存在する。
- 西部のリンデンおよびオーバーリンデンは純粋な住宅地として建設された市区で、当時のランゲンの人口を著しく増加させた。
- 南東部のシュタインベルクには、1990年代後半から庭付きのテラスハウス、一戸建て、2世代・3世代住宅が建設された。

それぞれの市区には標識が建てられていないが、アルトシュタットへの2つの十字路には標識がある。

## 歴史

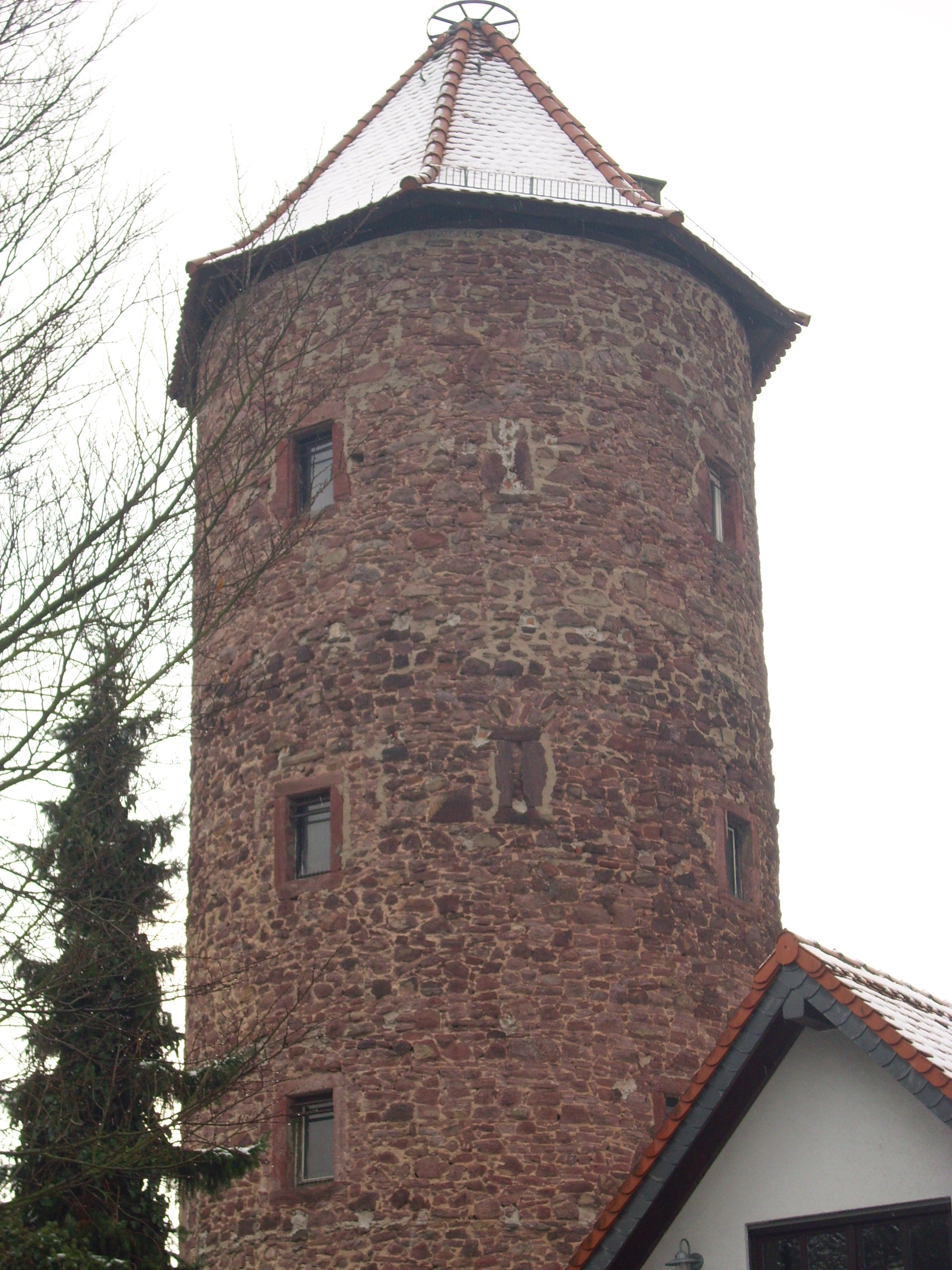
シュピッツァー塔

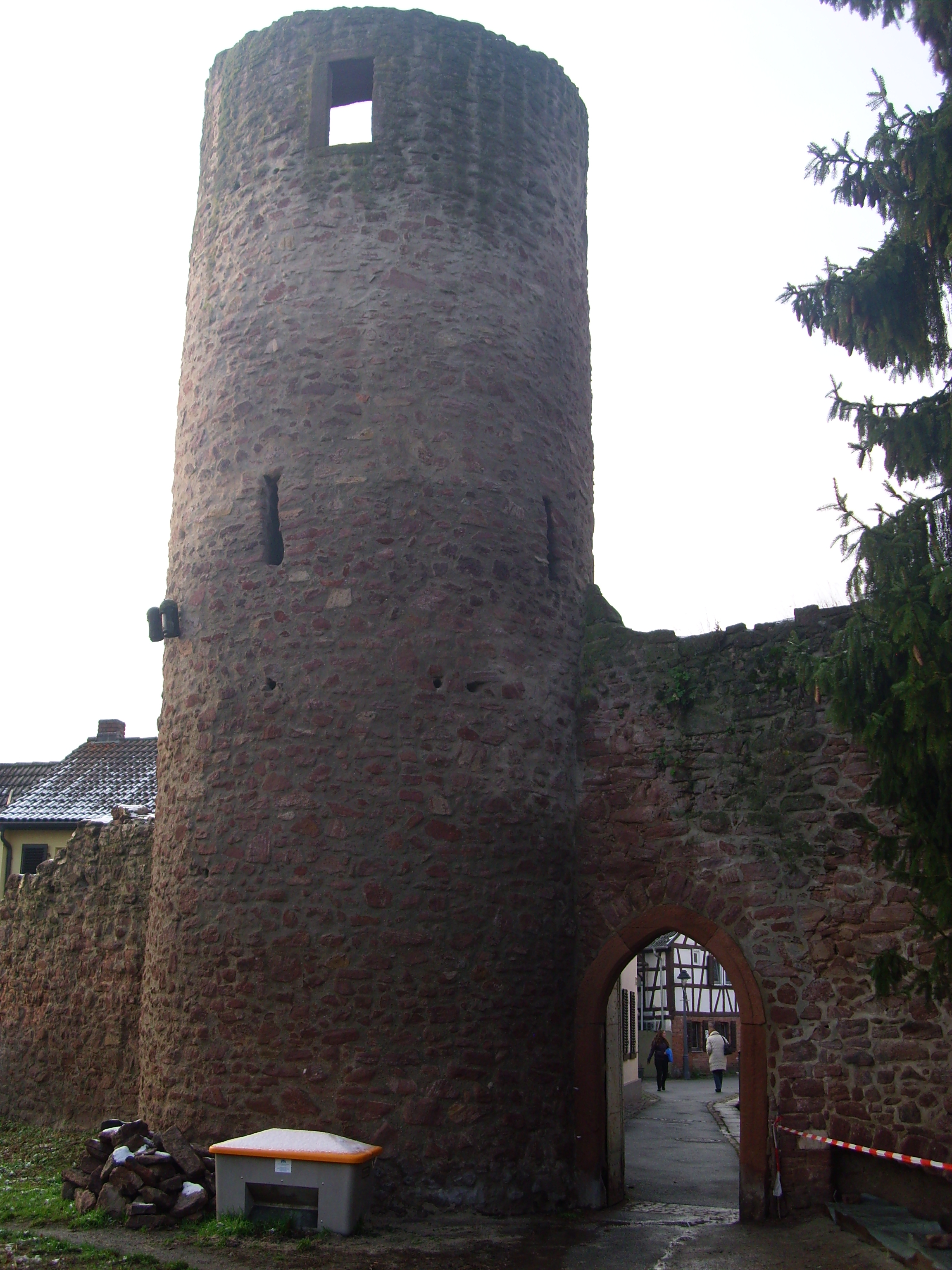
シュトゥンプファー塔

ランゲン市域内のコーバーシュタットから、ハルシュタット期の重要な出土品が発見された。
最初の村落は、おそらく紀元後500年から600年の間にフランク人移民が定住したことにより形成されたと推定されているが、中石器時代には既にここに人が住んでいた。これは、新市庁舎や屋内プール（市立ホール）のエリアの発掘による出土品によって証明されている。ランゲンは東フランク王ルートヴィヒ2世からロルシュ修道院への834年の寄贈証明書に "Langungon" として初めて記録されている。835年にランゲン周辺地域は、"Drieichlahha" と記述されている。この地名は、ランゲン北東の隣町であるドライアイヒ (Dreieich) に継承されている。中世には周辺の森とともにドライアイヒの御狩場に属した。この御狩場は王の直轄地で、ハーゲン家（後にハーゲン＝ミュンツェンベルク家）が代官として治めていた。御狩場内にある 30 のヴィルトフーベ（農耕地と農家あるいは地主の屋敷からなる小集落）のうち、2つがランゲンに位置していた。ロルシュ修道院は、この所領周辺にほとんど関心を払わなかったため、ハーゲン＝ミュンツェンベルク伯は時代とともにその所領を徐々に管理下に収めていった。
ハーゲン＝ミュンツェンベルク家が1225年に断絶した後、この村はファルケンシュタイン家のものとなった。村の所有者であるトリーア大司教ヴェルナー・フォン・ファルケンシュタインとフランクフルト市との間の紛争により、1414年にこの村は焼き払われた。1418年にファルケンシュタイン家の男系家系が断絶し、イーゼンブルク家が領主権を相続した。現存する中世の遺構としては、ファルケンシュタイン時代の防衛施設の一部であったシュピッツァー塔（直訳すると「尖った塔」）とシュトゥンプファー塔（「平らな塔」）（1336年）やルネサンス時代の1553年に造られたフィーアレーレンブレンネン（「4つの管がある泉」）がある。
1600年、ランゲンは他のイーゼンブルク伯領アムト・ケルスターバッハ（アムトは当時の行政区画単位）とともにヘッセン＝ダルムシュタット方伯に売却された。これ以後ランゲンは、ヘッセンに属した。ランゲンが属したレンガー・マルクは1732年に、1/3がエーゲルバッハに分割された。
ランゲンは1813年に市場町となり、1821年にラントラーツベツィルク（地方行政管区）の首邑となった。これによりランゲンは事実上の郡庁所在地となったが、1832年にはその機能をグロース＝ゲーラハとオッフェンバッハに譲ることになった。1834年のランゲンの人口は 2,368人であった。ランゲン駅を含むマイン＝ネッカー鉄道が1846年に建設された。ランゲンは1862年にオッフェンバッハ郡に属すこととなった。1883年に市教会が完成し、これによりヘッセン大公ルートヴィヒ4世から都市権を授けられた。
第一次世界大戦後ランゲンは、マインツ橋頭堡の一部として、1930年までフランス軍によって占領された。1959年に都市を計画的に拡張する最初の試みとしてオーバーリンデン住宅地が建設された。人口は、1939年の 9,077人から 1983年に 28,500人、2009年には約 36,000人にまで増加した。

## 宗教
本市には、市教会、ヨハネス教会、マルティン＝ルター教会、ペテロ教会の 4つのプロテスタント教会がある。カトリック教会は、聖アルベルトゥス・マグヌス教会、聖母教会、トマス・アクィナス教会の 3つがある。この他に 5つの自由教会、アフマディーヤ教団、バハイ教会、モルモン教会、新使徒派教会、エホバの証人の施設、Freireligiöse Bewegung Langen などがある。このようにランゲンには多彩な信仰が根付いているが、ドイツの他の都市と同様に、ユダヤ教組織は存在しない。かつては大規模なユダヤ人コミュニティが存在し、シナゴーグも有していた。しかし、このシナゴーグは、1938年11月10日に国家社会主義者や市民達によって焼き払われた（水晶の夜）。現在その場所には、記念のプレートを付けた碑と、掘り出された旧シナゴーグの小塔がある。

## 行政

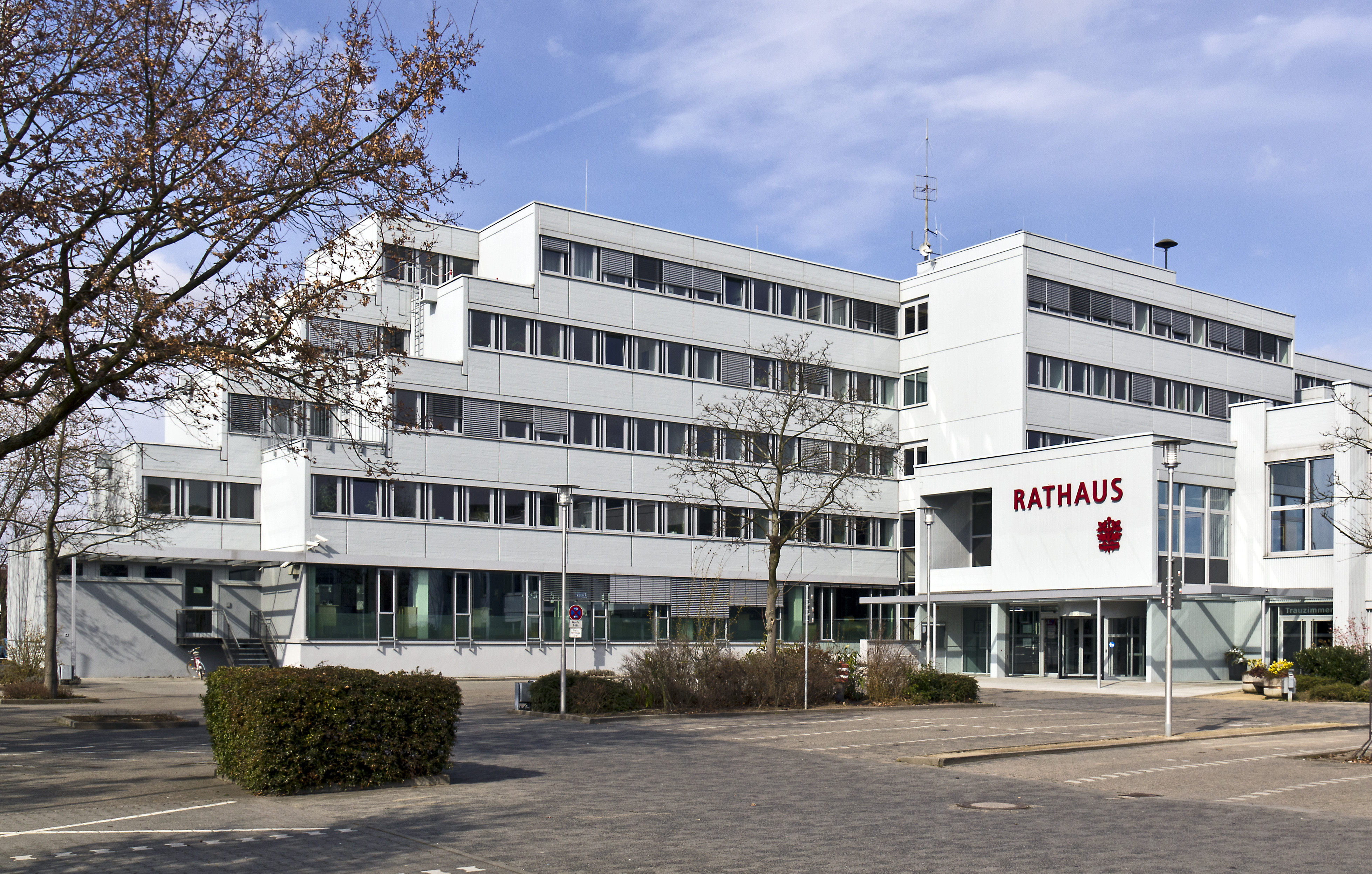
ランゲン市庁舎

### 首長
2020年7月1日からヤン・ヴェルナー (CDU) がランゲンの市長を務めている。彼は2020年3月15日のランゲン市長選挙決選投票で 58.8 % の票を獲得して新たな市長に選出された。

### 議会
ランゲンの市議会は、45議席からなる。

### 姉妹都市
- ロモランタン＝ラントネー（フランス、ロワール＝エ＝シェール県）1968年
- ロング・イートン（イギリス、ダービーシャー）1970年
- タルスス（トルコ、メルスィン県）1991年
- アランダ・デ・ドゥエロ（スペイン、カスティーリャ・イ・レオン州）2006年

さらにドライアイヒシューレは、シャトー＝サランの Lycée Agricole  およびウィスコンシン州オレゴン村のオレゴン・ハイスクールと 姉妹校協定を結んでいる。

### 紋章と旗
- 図柄: 金地に、3つの赤い実と付けた緑色のオークの枝。下部に横向きの黒い大きな枝。
- 解説: この紋章は 1959年に認可されたのだが、印章として 1622年からすでに使用されていた。この街は、皇帝の所領であったドライアイヒの御狩場内に位置していた。横向きの大枝は周辺の他の街の紋章と区別するために加えられた。配色はかつては公式に定められていなかった。このため、1959年以前の紋章には様々な色の組み合わせがある[11]。

## 文化と見所

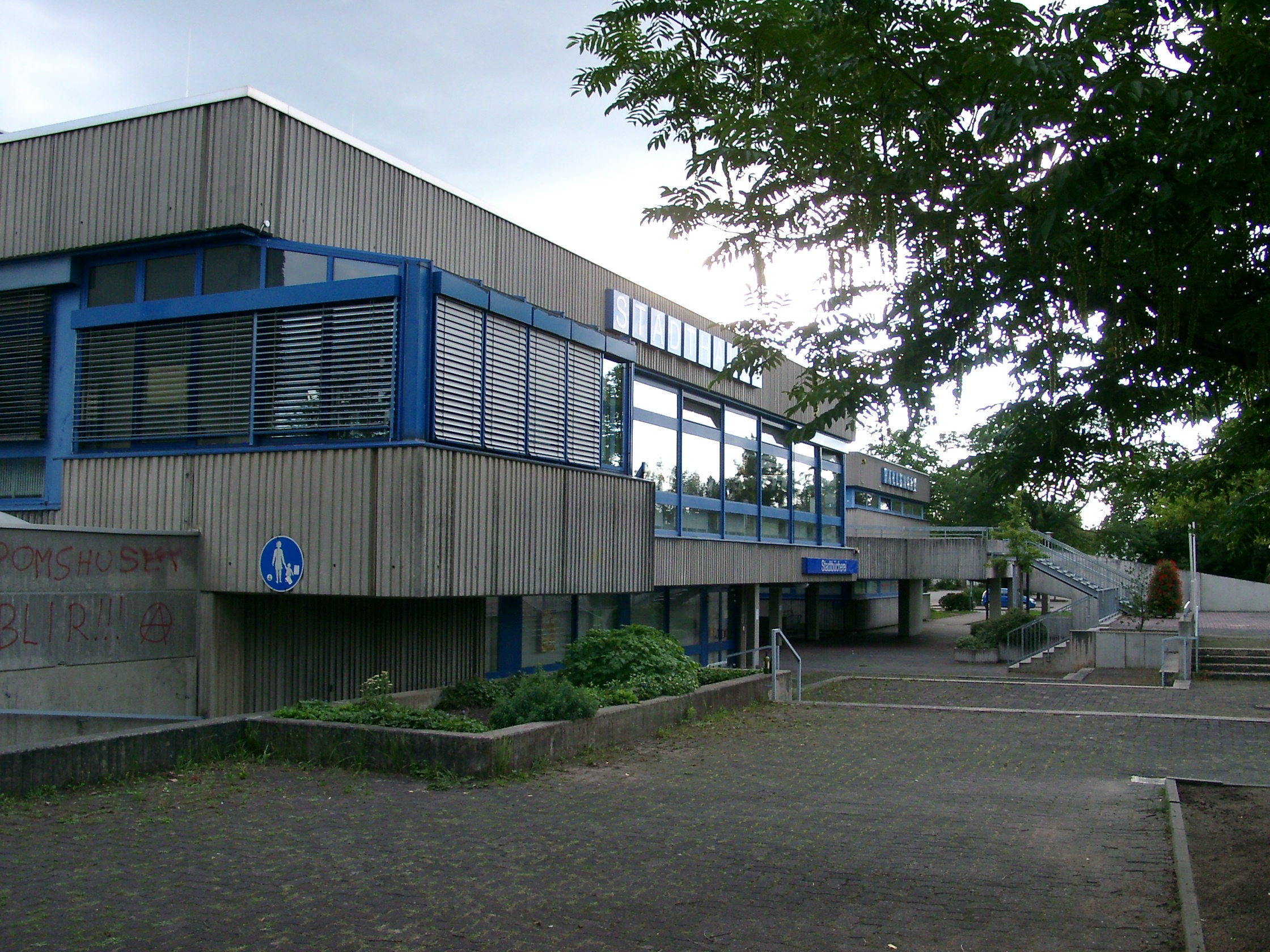
ランゲン市立ホール

### イベント
この街は、毎年6月の最終週末に開催され、1万人以上の見物客を集めるエベルヴォイフェスト（アップルワイン祭）で知られている。この祭の起源は1936年にランゲンの交通協会と美化協会がフィーアレーレンブレンネンの周りで郷土祭を開催することを提唱し、組織したことにある。これ以後、この祭の日には泉からアップルワインが流れる。
ランゲン市内には、大都会の都心から近いためフランクフルト市民に愛されているランゲナー・ヴァルトゼー（湖）がある。ここでは、2002年からアイアンマン・ジャーマニーの水泳競技が行われている。

### 市立ホール複合体
改修された市立ホール、特にその大ホールでは多くの催しが開催されている。このホールは広さ 180 m2 のホールで 500席を有する。さらにロビー側の壁を取り除くことで 750人までを収容することができる。ステージの裏には楽屋が用意されている。新しい市立ホールの 1階には多くの会議室がある。その他、ここにはレストラン、ユニークなガラス工房、約 45,000点のメディアを収蔵する総合市立図書館、この地域最大級の屋内プールがある。

### 音楽
いくつかのオーケストラや音楽グループもランゲンの文化生活の一部になっている。なかでも重要なのが、ランゲン・オーケストラ協会、TV 1862 のブラス・オーケストラ、ラップグループの Amokk Deep である。

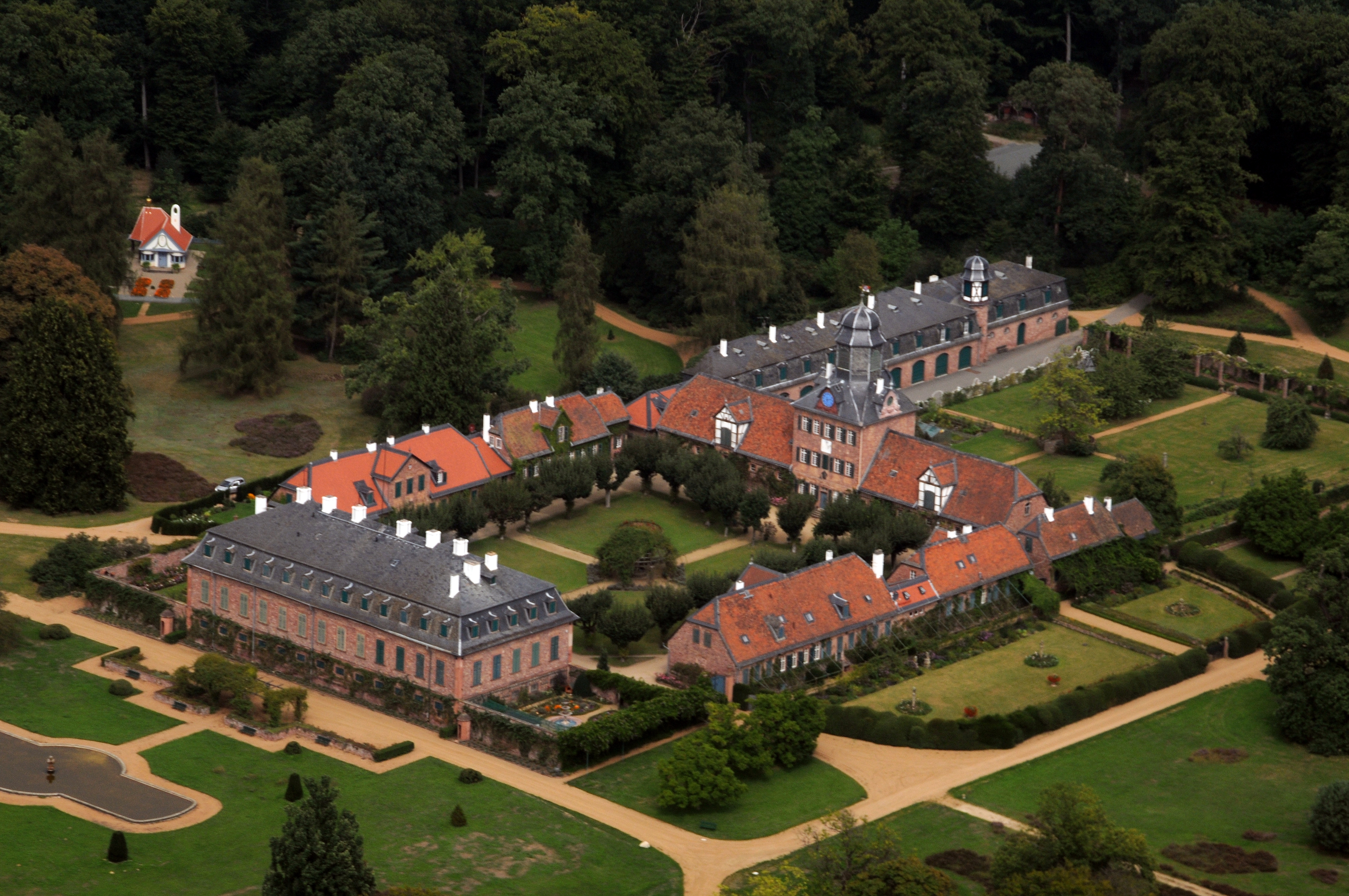
旧狩猟館ヴォルフスガルテン城館の全景

### 建造物
市の外れには、ヘッセン家の所有であった旧狩猟館ヴォルフスガルテン城館がある。

#### ランゲン市教会
プロテスタントの市教会の高い塔がランゲン旧市街の風景を決定づけている。ネオゴシック様式のこの建物は、1883年に聖別された。この市教会は、建築家ヨハン・クリスティアン・ホルストによって建造された。協会の内装は、1959年に当時の様式に改装された。教会の改修が必要になった際、教会組織は1883年の本来の姿をモデルに改修することを決定した。教会堂は1997年から豪華なネオゴシック様式で復元された。

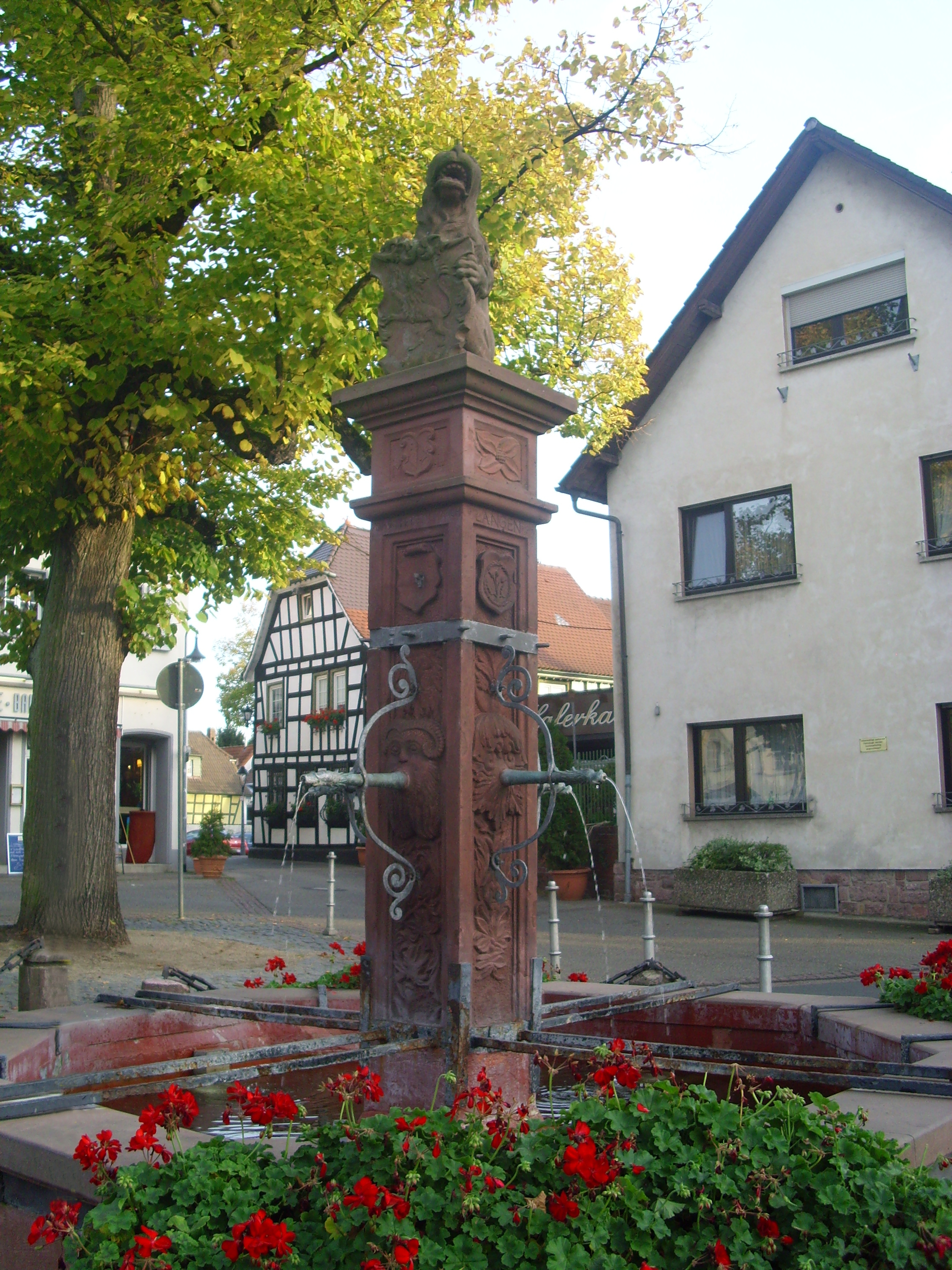
フィーアレーレンブレンネン

#### フィーアレーレンブレンネン
フィーアレーレンブレンネン（直訳すると「4つの管がある泉」）は、ゴルデーネン・シュニットの設計に基づいて建造された。地元では「ロイ」とか「レプ」と呼ばれる頂部の獅子は、1599年にランゲンがイーゼンブルク伯領ではなくヘッセン領となったことを示すために泉の上に載せられた（獅子はヘッセン家の紋章の意匠に用いられている）。管の取り付け箇所には 4つの気質を表すデザインが施されている。すなわち、胆汁質の獅子、多血質の猿、粘液質の子羊、憂鬱質の熊である。紋章と名前は、この泉を建設した際の出資者で、町長のブレーシャー、官吏のベレスハイム、森林監督官のデ・マルキである。西面には市の紋章が描かれている。

#### 旧市庁舎/郷土博物館
旧市庁舎は、1826年に旧市庁舎広場に建設された古典主義建築である。旧市街の旧市庁舎には郷土博物館が入居している。この博物館は、土曜日と日曜日に開館しており、たとえば2008年5月から2009年3月までは都市権獲得125周年記念回顧展といった特別展示も行われている。

##### 旅館ゾンネのゲーテ
郷土博物館の近くに、1774年にヨハン・ヴォルフガング・フォン・ゲーテとその友人のヨハン・ハインリヒ・メルクが宿泊した旅館「ツーア・ゾンネ」がかつてあった。
ゲーテは、シャルロッテ・ケストナー（旧姓ブッフ）宛の手紙でメルクについてこう書いている。「私は、フランクフルトとダルムシュタットとの間にあるランゲンに滞在し、誘ったメルクが到着するのを待っています。」旅館の部屋からはファールガッセ沿いに大きな門が見え、メルクが 3時間の道程を歩いてその門をくぐるのが見えるというのである。

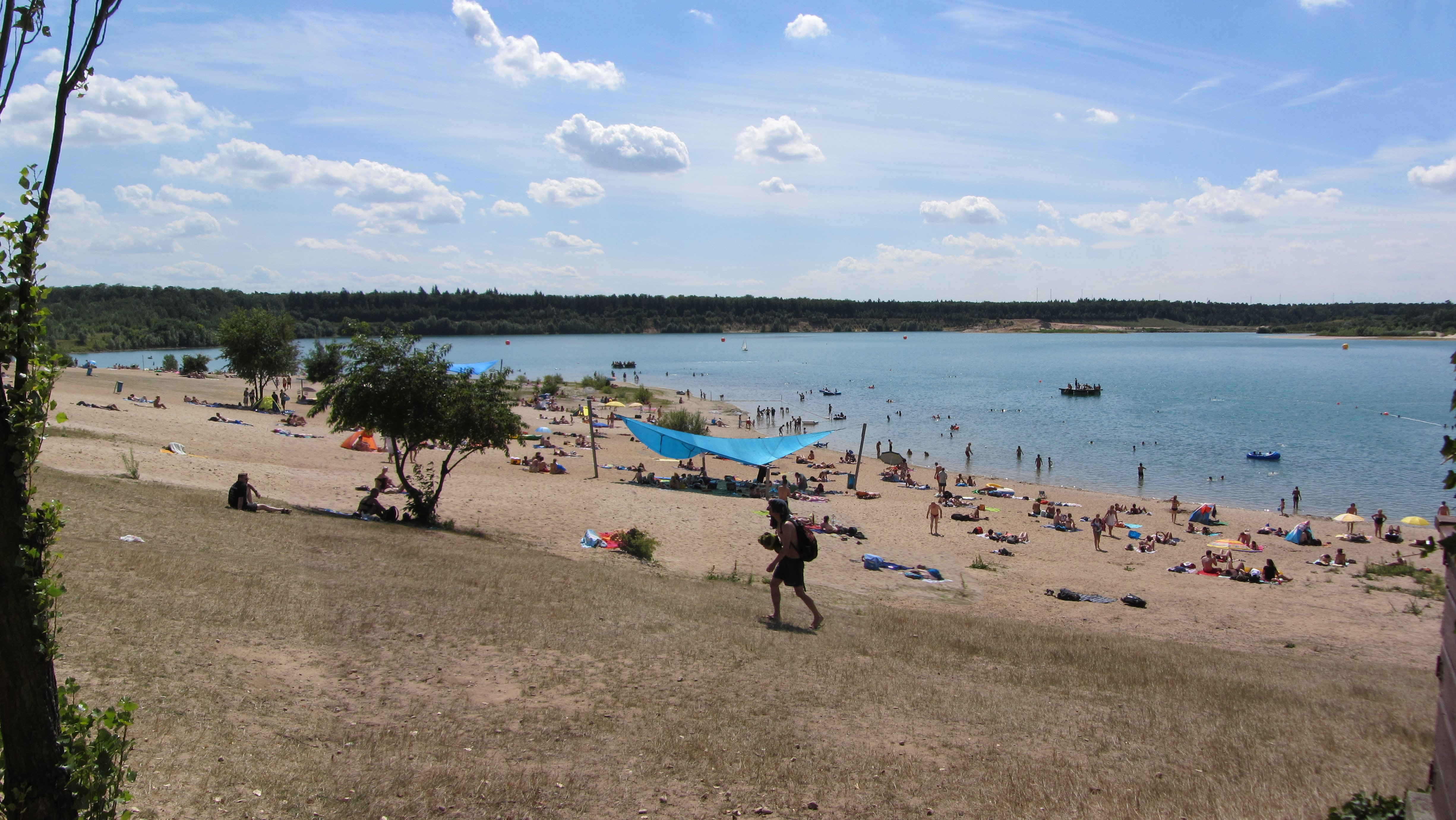
ランゲナー・ヴァルトゼーの水浴場

- ヴォルフスガルテン城の領主館
- ランゲンの市教会
- 旧市庁舎

### レジャー
ランゲン市には水浴施設が多くある。ローラースケート場に隣接したレジャー・ファミリー・プールの他に、ランゲン屋内プールがある。ここには、水泳コースがあり、水中エクセサイズが行われ、週半ばの2日は温浴施設も利用できる。ランゲナー・ヴァルトゼー（湖）には、全長 900 m の砂浜があり、ヌーディスト用の区画もある。数多くのヨットクラブ、釣りクラブ、サーフクラブがここを拠点にしている。2002年からは毎年約 2,000人が参加するアイアンマン・ヨーロッパ・チャンピオンシップ・トライアスロン大会がここからスタートする。
トゥルンフェライン・ランゲン、1. FC ランゲン、クラフトシュポルトフェライン・ランゲンといったスポーツクラブにより、ランゲンでは様々な種目のスポーツを楽しむことができる。1889年に設立されたシュポルト・ウント・ゼンガー・ゲマインシャフト・ランゲン（スポーツおよび歌唱協会ランゲン）もある。
ランゲンで最も成功しているスポーツチームは、TV 1862 ランゲンと TV ホーフハイムのバスケットボール選手が合同で組織したライン＝マイン・バスケッツである。 2012/13年シーズンは、女子バスケットボール・ブンデスリーガ1部でプレイしている。TV 1862 ランゲンの男子チームは、ドイツで3番目のリーグである Pro B で成功を収めている。ホームゲームは、ゲオルク＝ゼーリング＝ハレで開催される。
ランゲンで有名なもう 1つのスポーツクラブとして、1903年に設立されたサッカークラブ 1. FC ランゲンがある。
1993年に完成した青少年センター KOM, ma は青少年のためのスポーツ・文化イベント、たとえばコンサート、ワークショップ、職業説明会などに利用されている。

## 経済と社会資本
産業組合 1877 ランゲンは、定期的に情報・産業・展示即売会 (IGEVA) を開催しており、約 100社の出品者、4万人以上の来場者を集めている。

### 地元企業
ランゲンには、100社以上の、コミュニケーション、情報、ハイテク分野の企業がある。たとえば、オラクル（旧サン・マイクロシステムズ）、ボーランド、パナソニック、Bull、ニコン・プレシジョン・ヨーロッパ GmbH、富士通、MISCO ジャーマニー、ブリストル・グループ、タレス・グループ、ポリゴン GmbH、メディアコンツェルンのヴィヴェンディ・ユニバーサル・パブリッシングなどである。
病院経営のアスクレピオス・クリニークは、フランクフルト・アム・マイン大学病院のアカデミック研修施設をランゲンで運営している。
DHLは、本市に配送センターを建設した。
ドイツ航空安全局 GmbH は、ランゲンの本部近くに訓練センターとエリア・コントロール・センターを有している。

### 交通

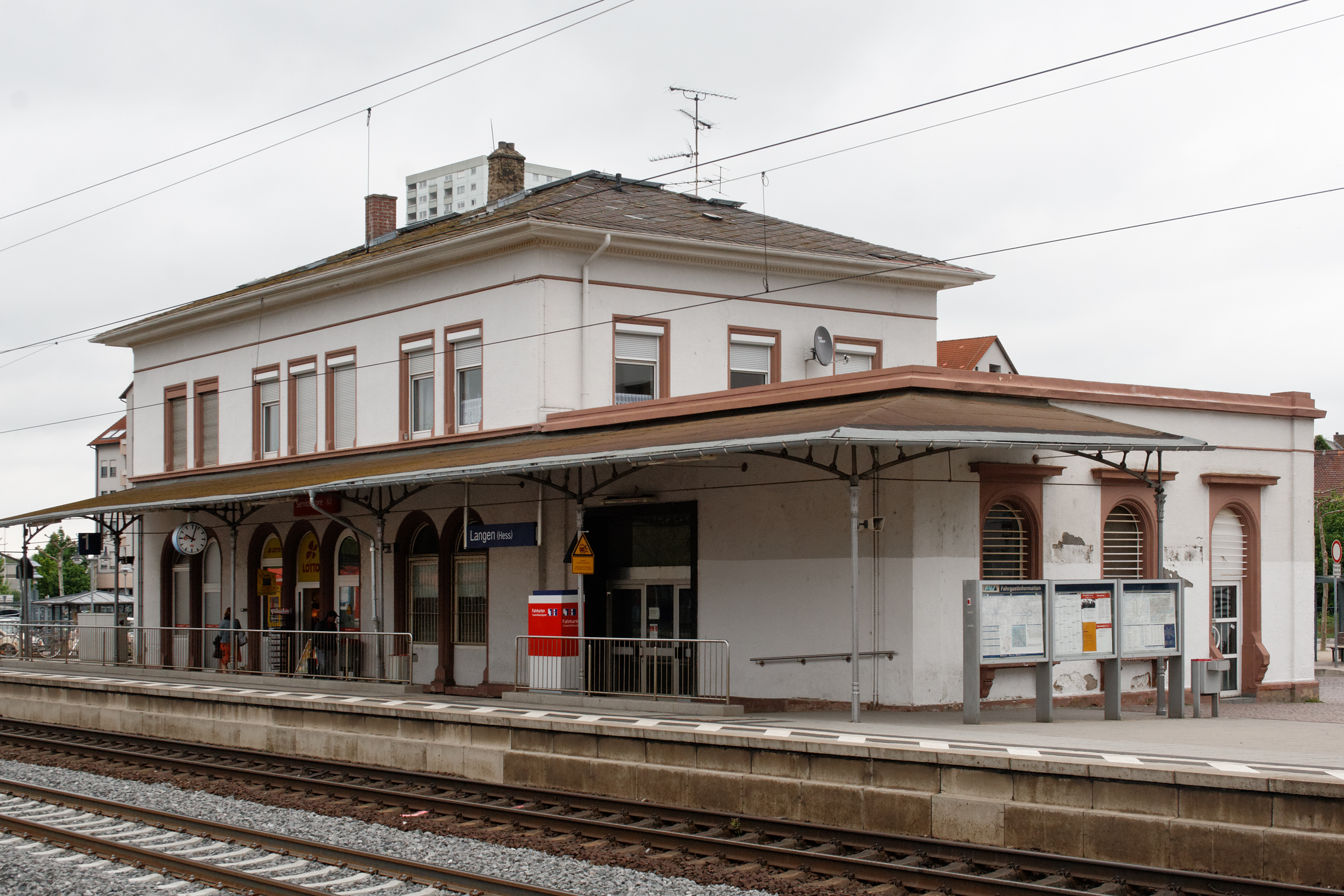
ランゲン駅

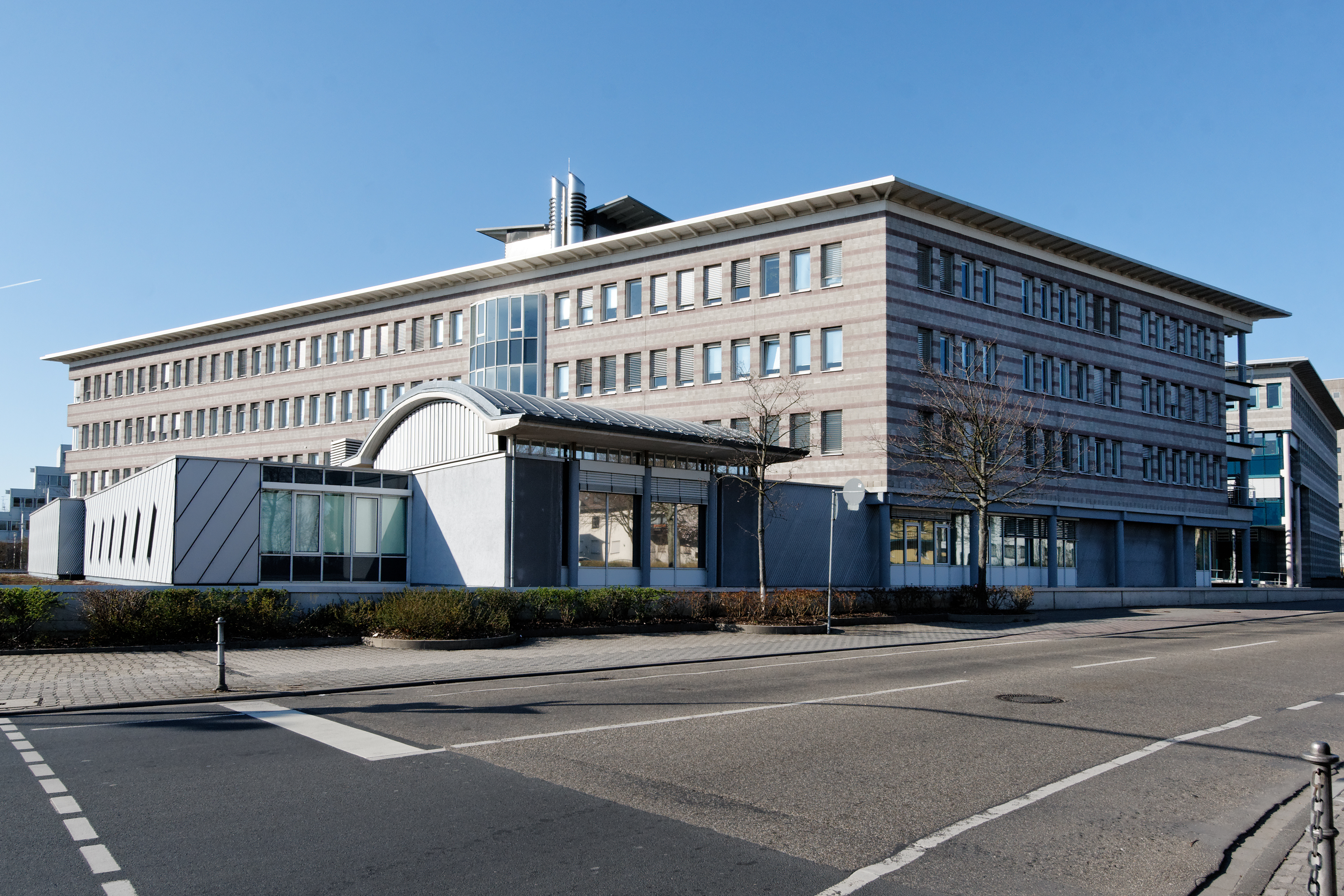
ランゲン区裁判所

ランゲンは、あらゆる交通機関の便が良い街である。
この街は、ライン＝マインSバーン網に組み込まれており、S3号線および S4号線が通っている。平日は 15分間隔に発着する列車で、約20分でフランクフルトの中心街に行くことができる。ランゲン駅にはさらにフランクフルト - マンハイムあるいはフランクフルト - ハイデルベルク間のローカル列車も停車する。3つの路線からなる市バスが駅と東部の市街中心部とを結んでいる。3路線のうちの1つは南の隣町にあたるエーゲルスバッハまで運行している。
A5号線（市の西にランゲン・メルフェルデン・インターチェンジ）と A661号線（市の東にランゲン・インターチェンジ）の 2つのアウトバーンが市内または市の近傍を南北に走っている。この 2つのインターチェンジは、街を東西に貫く連邦道 B486号線によって結ばれている。この連邦道はランゲンの北を迂回するバイパス道路になっている。こうした新しい道路網が街の北西部に新しい連邦官庁を含む産業地域の開発を促した。B486号線を西方向に約 15 km 走るとリュッセルハイム・ジャンクションに至り、マインツ方面に向かうアウトバーン A60号線が、A67号線（ダルムシュタット - メンヒホーフ）から分岐している。また、フランクフルト・アム・マインからダルムシュタットに向かう連邦道 B3号線が市内を通っている。
ドイツで最も離着陸数の多い一般飛行場であるフランクフルト＝エーバーバッハ飛行場が隣町のエーゲルスバッハにある。さらにヨーロッパで3番目に大きな空港であるフランクフルト空港はランゲンから約 10 km の距離にある。

### 官公庁
ランゲンには、3つの連邦機関がある。ワクチンとバイオ医薬品の研究機関パウル＝エーリヒ研究所 (PEI) は、ランゲンに本部を置いている。
ドイツ航空安全局 (DFS) の本部は、連邦航空局の外部機関に組み込まれている。航空安全連邦監督庁、連邦防衛軍航空安全局や、航空管制官を養成するための航空安全アカデミーもある。航空安全アカデミーの建物内には気象学校も入居している。気象学校は以前はノイシュタット・アン・デア・ヴァインシュトラーセにあった。
この他に、この街には旧水質・土壌・大気衛生研究所 (WaBoLu) を母体として設立された連邦環境庁の支局がある。2004年からの業務計画は2008年に完了し、新たな計画は立案されていない。この施設は2018年までに2段階に分けてベルリンに移転することになっている。
ランゲン区裁判所もこの街にある。この他にランゲンとエーゲルスバッハを管轄する警察署もランゲンにある。警察用ヘリコプターや新たに購入した飛行機がエーゲルスバッハ飛行場に待機している。

### メディア
ランゲンで最も発行部数の多い日刊紙は、オッフェンバッハ＝ポストの地方版にあたるランゲナー・ツァイトゥングである。
2010年にエアフルトの出版社 Sutton-Verlag は、ヘルベルト・バウフ、インゲ・ヘルフマン、ホルスト・ヘルフマンの著書『Langen‑ Handwerk, Handel und Gewerbe』を出版した。この著作には、ランゲンの手工業の歴史と1880年から1980年頃の様々な産業が記述されている。この出版社はそれ以前にもランゲンの旅館の歴史を記述した『Langener Lokal-Geschichte』を2006年に出版している。
同じ2010年に、ユルゲン・ブレーマーは、市当局および歴史・文化協会と共同で、ランゲン市に関する著作『Langen ‑ Im Herzen Europas』(ISBN 978-3-00-033328-6) を上梓している。

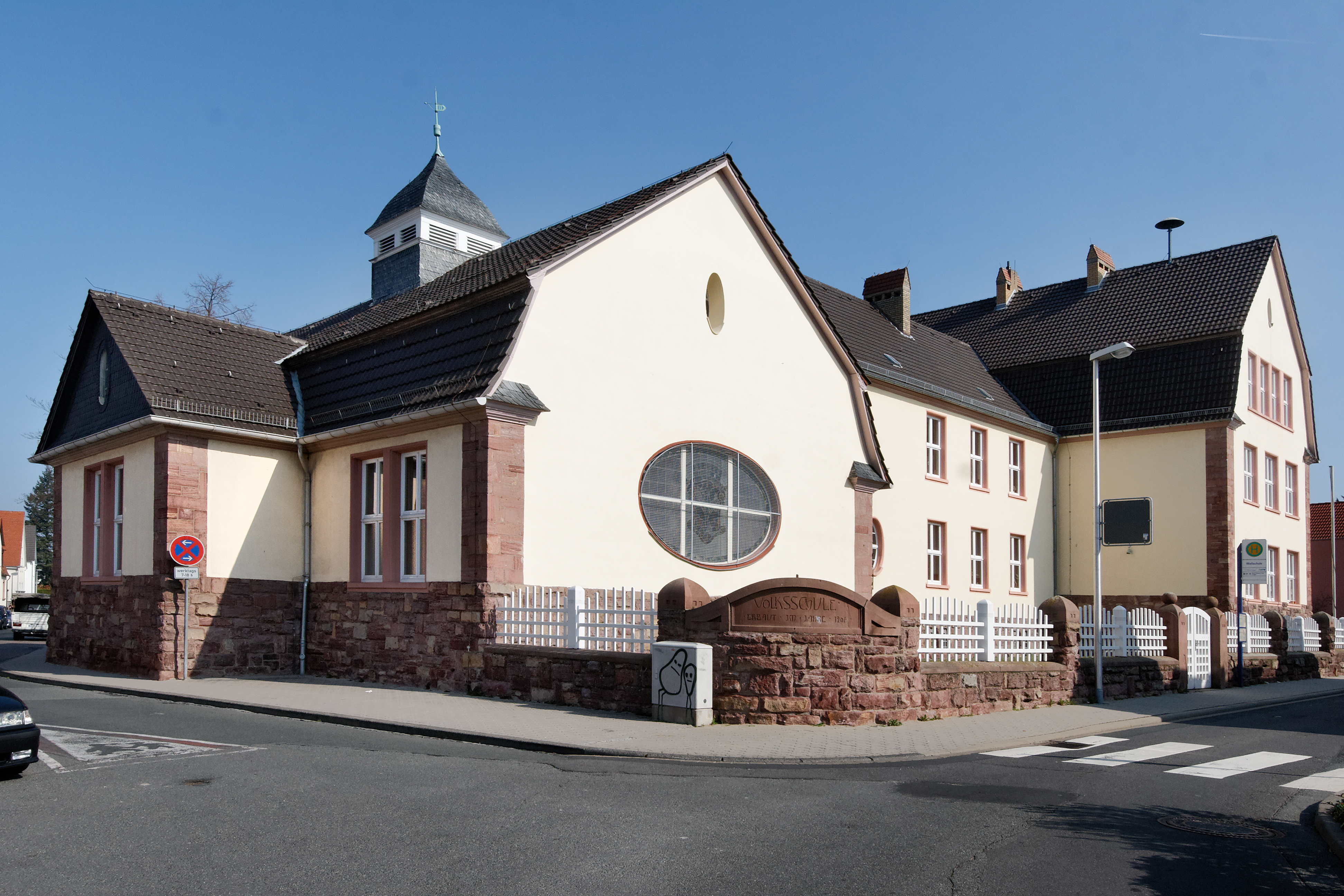
ヴァルシューレ

### 教育
ランゲンには、アルベルト＝シュヴァイツァー＝シューレ、ゲシュヴィスター＝ショル＝シューレ、ルートヴィヒ＝エルク＝シューレ、ゾンネンブルーマン＝シューレ、ヴァルシューレの 5校の基礎課程学校がある。上級の教育施設としては、生徒数1300人以上のドライアイヒシューレ（ギムナジウム）、アルベルト＝アインシュタイン＝シューレ（統合型総合学校）およびアドルフ＝ライヒヴァイン＝シューレ（ギムナジウム低学年を含む共同型総合学校）がある。この他に、身体障害者のための養護学校（エーリヒ＝ケストナー＝シューレ）や学習障害児童のためのヤヌシュ＝コルチャック＝シューレがある。
ランゲン市民大学の他に、ドイツ航空安全局航空安全アカデミー（専門大学）や音楽学校がある。本市は約 52,000点（2013年2月 現在）のメディアを収蔵する大規模な市立図書館を有している。この図書館は、市立ホール複合体の中にある。

## 人物

### 出身者
- ヤン・コスティン・ヴァーグナー（1972年 - ）作家
- マイケ・バーベル（1974年 - ）女子テニス選手
- カルステン・ヌレ（1975年 - ）サッカー選手（ゴールキーパー）
- ジャニーン・ウィスラー（1981年 - ）左翼党 (Die Linke)党首
- ジェニファー・ホーフ（1991年 - ）モデル

### ゆかりの人物
- ヨハン・ヴォルフガング・フォン・ゲーテ（1749年 - 1832年）作家、詩人。若い頃からしばしばランゲンを訪れ、1774年にはダルムシュタットの友人ハインリヒ・メルクとランゲンの旅館「ツーム・ゾンネ」で自らの誕生日を祝った。
- フリードリヒ・フォン・シラー（1759年 - 1805年）詩人、哲学者。マンハイムへ亡命した後、友人の音楽家アンドレアス・シュトライヒャーと徒歩でフランクフルトへ向かう途中、1782年10月の初めにランゲンで疲労し逗留した。
- ハラルト・エーリヒ（1949年 - ）リュージュ選手。1972年札幌オリンピック銀メダリスト。ランゲン在住。
- ウルリヒ・シュタイン（1954年 - ）サッカー選手（ゴールキーパー）。ランゲンに住んでいた。1994年に短期間だけ 1. FC ランゲンに所属した。
- ネーナ（1960年 - ）同名のバンドのボーカリスト。ランゲンに住んでいた。
- ナジャ・ベナイサ（ナディア・ベネッサとも表記される。1982年 - ）ポップグループノー・エンジェルスのメンバー。ランゲンで育った。

## 引用
1. ↑  Hessisches Statistisches Landesamt: Bevölkerung in Hessen am 31.12.2023 (Landkreise, kreisfreie Städte und Gemeinden, Einwohnerzahlen auf Grundlage des Zensus 2011)]
2. ↑  Altstadtsatzung (PDF file)（2013年2月6日 閲覧）
3. ↑  Pressemitteilung der Stadt Langen: Attraktives Wohngebiet am Waldrand: Gebäude der Housing Area sollen vermietet werden Archived 2011年7月19日, at the Wayback Machine.(PDF file)（2013年2月6日 閲覧）
4. ↑  Stadt Lange - Geshichte（2013年2月9日 閲覧）
5. 1 2  Jürgen Bremer, in Zusammenarbeit mit dem Magistrat der Stadt Langen und der Langener Initiative für Geschichte und Kultur: Langen, im Herzen Europas. Langen 2010, Stadtkirche pp.20–25
6. ↑  50 Jahre Oberlinden: Langens grüner Stadtteil feiert Jubiläum op-online.de 2011年12月31日付け（2013年2月9日 閲覧）
7. ↑  “Bürgermeisterwahl in Langen (Hessen), Stadt (Stichwahl) am 15.03.2020”. 2021年8月11日閲覧。
8. ↑  2011年3月27日のランゲン市議会議員選挙結果、ヘッセン州統計局（2013年2月9日 閲覧）
9. ↑  Schule mal ganz anders op-online.de 2012年3月13日付け（2013年2月9日 閲覧）
10. ↑  „So alt und so wunderschön“ op-online.de 2012年7月2日付け（2013年2月9日 閲覧）
11. ↑  Eduard Betzendörfer: Geschichte der Stadt Langen. Langen 1961, Wappen und Flagge der Stadt Langen pp.206–207
12. ↑  Jürgen Bremer, in Zusammenarbeit mit dem Magistrat der Stadt Langen und der Langener Initiative für Geschichte und Kultur: Langen, im Herzen Europas. Langen 2010, Ebbelwoifest pp.192–215
13. ↑  Jürgen Bremer, in Zusammenarbeit mit dem Magistrat der Stadt Langen und der Langener Initiative für Geschichte und Kultur: Langen, im Herzen Europas. Langen 2010, Stadthallen-Komplex pp.130–133
14. ↑  Jürgen Bremer, in Zusammenarbeit mit dem Magistrat der Stadt Langen und der Langener Initiative für Geschichte und Kultur: Langen, im Herzen Europas. Langen 2010, Altes Rathaus p.34
15. ↑  Stadt Langen - Sport（2013年2月9日 閲覧）
16. ↑  Jugendzentrum Langen（2013年2月9日 閲覧）
17. ↑  Stadt Langen - Standort - Wirtschaftsförderung Langen（2013年2月9日 閲覧）
18. ↑  Stadt Langen - Schulen（2013年2月9日 閲覧）
19. ↑  Stadt Langen（2013年2月9日 閲覧）